# 塞扎尔·阿克居尔
塞扎尔·阿克居尔（土耳其語：Sezar Akgül，1988年4月27日—），土耳其男子摔跤运动员。他曾代表土耳其参加2015年欧洲运动会摔跤比赛，获得一枚铜牌。他也曾参加2008年夏季奥林匹克运动会。